# Средно образование
Средното образование обхваща две фази по скалата на Международната стандартна класификация на образованието (на английски: ISCED). Ниво 2 или по-ниско средно образование (по-рядко прогимназиално образование) се счита за втора и последна фаза на основното образование, а ниво 3 (горно) средно образование е етапът преди висшето образование. Всяка страна има за цел да осигури основно образование, но системите и терминологията остават уникални за тях. Средното образование обикновено се провежда след шест години основно образование и е последвано от висше образование, професионално образование или заетост. В повечето страни средното образование е задължително, поне до 16-годишна възраст. Децата обикновено влизат в прогимназиалната фаза на около 11-годишна възраст. Задължителното образование понякога важи до 19-годишна възраст.
В повечето съвременни образователни системи по света средното образование обхваща формалното образование, провеждано по време на юношеството. То представлява преход от обикновено задължителното и неспециализирано основно образование към незадължителното по-специализирано висше образование. Границата между основното и средното образование варира и е различна в различните страни, а понякога и в рамките на една страна, но обикновено е между седмата и десетата година на формалното образование. Целта на средното образование може да бъде даването на общи познания, подготовката за висшето образование или направо подготовката за определена професия. Училищата се наричат средни училища, гимназии, техникуми (професионални училища), колежи, дори лицеи.
От 1989 г. на образованието се гледа като на основно човешко право на детето; Член 28 от Конвенцията за правата на детето гласи, че основното образование трябва да бъде безплатно и задължително, докато различните форми на средно образование, включително общото и професионалното образование, трябва да бъдат достъпни за всяко дете. Терминологията се оказва трудна и нямаше универсална дефиниция, преди ISCED да раздели периода между основното образование и университета на прогимназиално образование и горно средно образование.

## История
В класически и средновековни времена средното образование се предоставя от църквата за синовете на благородниците и за момчетата, подготвящи се за университети и свещеничество. Тъй като търговията изискваше навигационни и научни умения, църквата неохотно разшири учебната програма и разшири приема. С Реформацията държавата се бори с контрола върху ученето от църквата, а с Коменски и Джон Лок образованието се променя от повторение на латински текст към изграждане на знания у детето. Образованието беше за малцина. До средата на 19 век средните училища се организират, за да задоволят нуждите на различни социални класи, като работническите класове получават 4 години, търговците – 5 години, а елитните – 7 години. Правата на средно образование са кодифицирани след 1945 г., а някои страни преминават към задължително и безплатно средно образование за всички младежи под 19 години.
Средното образование в Съединените щати се появява през 1910 г. Нарастването на големите корпорации и напредването на технологиите в заводите изисква квалифицирани работници. За да се отговори на това ново търсене на работа, са създадени гимназии с учебна програма, ориентирана към практически умения. Това се оказа благоприятно както за работодателите, така и за служителите, тъй като подобреният човешки капитал понижава разходите за работодателя, докато квалифицираните служители получават по-високи заплати.
Средното образование има по-дълга история в Европа, където граматическите училища датират от 16 век, под формата на държавни училища, училищни такси или благотворителни образователни фондации.

## В България
Средното образование в България е с продължителност 4 години (от IX до XII клас) и завършва с държавни зрелостни изпити по определени учебни предмети. Средно образование се получава в обикновени и профилирани гимназии (девети до дванадесети клас), в професионални гимназии (от между седми и девети клас до дванадесети клас) или в средни общообразователни училища (първи до дванадесети клас).
В България училищното обучение до 16-годишна възраст е задължително. Процесът на обучение е организиран по следния начин:
| Степен и етапи на образование | Възраст (години) | Класове    | Вид на училището                     | Код по МСКО/ISCED |
| ----------------------------- | ---------------- | ---------- | ------------------------------------ | ----------------- |
| Средно                        | 14,15 – 18       | VIII – XII | Средно училище, профилирана гимназия | МСКО 3А,/ISCED 3А |
| Средно специално              | 15 – 20          | IX – XII   | Професионална гимназия (техникум)    | МСКО 3С /ISCED 3С |

Законът, който урежда в България обществените отношения, свързани с осигуряване на правото на училищно образование, както и с устройството, функциите, организацията, управлението и финансирането на системата на училищното образование е Закон за предучилищното и училищното образование.

### Статистика
Брой училища, предоставящи средно образование в България.
| Учебна година | Обединени (I – X кл.) | Гимназии (VIII – XII кл.) | Средни (I – XII кл.) |
| ------------- | --------------------- | ------------------------- | -------------------- |
| 2020/21       | 71                    | 114                       | 483                  |
| 2019/20       | 70                    | 114                       | 484                  |
| 2018/19       | 68                    | 115                       | 468                  |
| 2017/18       | 58                    | 117                       | 458                  |